# 欧德雷桑
欧德雷桑（法語：Audressein，法語發音：[odʁɛsɛ̃]）是法国阿列日省的一个市镇，属于圣日龙区。

## 地理
欧德雷桑（42°55'43"N, 1°1'25"E）面积3.98 平方千米，位于法国奧克西塔尼大區阿列日省，该省份为法国西南部内陆省份，西部和北部与上加龙省接壤，东临奥德省，东南至东比利牛斯省接壤，南与安道尔和西班牙接壤。
与欧德雷桑接壤的市镇（或旧市镇、城区）包括：阿尔然、阿鲁、库斯朗地区卡斯蒂永、塞斯科、萨尔桑、索尔。

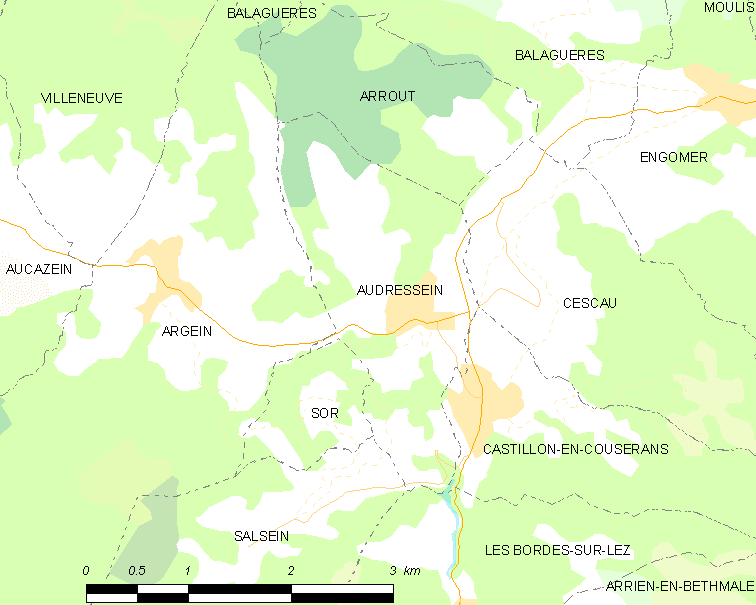
欧德雷桑的OSM定位图

欧德雷桑的时区为UTC+01:00、UTC+02:00（夏令时）。

## 行政
欧德雷桑的邮政编码为09800，INSEE市镇编码为09026。

## 政治
欧德雷桑所属的省级选区为库斯朗西县。

## 人口

1962-2008年间欧德雷桑人口变化图示

欧德雷桑于2022年1月1日时的人口数量为146人。